# 鲍勃·帕林
鲍勃·帕林（英語：Bob Parlin）是一位美国教育家和LGBTQ+活动家。1987年至2022年期间担任高中教师，并创建公立学校中的第一个同志與非同志聯盟。

## 早年生活和教育
帕林出生于麻薩諸塞州格拉夫頓，父亲是亚瑟·W·帕林，母亲是黛博拉·帕林。他就读于格拉夫顿高中，担任学生会成员、班长和毕业生代表；同时，还是校报编辑及学校足球队队员。 他在中学时期意识到自己是同性恋，后来表示自己一直隐瞒身份，在高中时期感到非常孤独和孤立，并不断注意自己的言行举止，以免暴露自己的性取向。
他于1985年毕业于哈佛學院，大二时期已经决定出柜，并于1987年获得哈佛大学教育研究生院硕士学位，后来担任该校校友会成员。

## 职业生涯
1987年，帕林开始在马萨诸塞州牛顿市的牛顿南高中任教。 1991年，在该校人类差异委员会（Committee on Human Differences）的一次会议中，他为了回应一位同事的言论，向教职员工公开自己的性取向；这位同事在会议上发言“在牛顿南高中，同性恋不是问题”，并且“在20年的教学中，他从未遇到过一个同性恋学生。” 帕林在2010年出版的《One Teacher in Ten》一书中，讲述他在牛顿南高中的经历，该书由凯文·詹宁斯编辑。
这次会议结束后不久，帕林就向学生宣布自己是同性恋的身份。他说“如果我高中时有一位公开的同性恋老师作为榜样，那对我的帮助会非常大。” 随后，他在牛顿南学校创立同志與非同志聯盟。这是公立学校的第一个同志與非同志聯盟，效法私立学校康科德學院的相同倡议。 帕林还与他人共同创立同性恋学生教育网络（GLSEN），旨在减少校园骚扰，将同性恋内容纳入学校课程，并为同性恋和异性恋学生树立榜样。
1993年12月，麻薩諸塞州一项禁止在公立学校歧视同性恋学生的法案获得通过，该法案曾经两次被否决。《纽约时报》的一篇报道认为，这在一定程度上得益于同志與非同志聯盟成员和其他公开同性恋学生的积极活动，“今年的不同之处在于学生们自己开展了一场非同寻常的游说活动。数百名学生——包括同性恋和异性恋——致信立法者，在州议会大厦举行集会和烛光守夜活动，并亲自会见了所有40名参议员或其助手”，令麻薩諸塞州成为第一个颁布立法保护同性恋学生，免受基于性取向歧视的州份。 帕林随后协助创建麻薩諸塞州针对同性恋学生的安全学校计划，并在其职业生涯中为新英格兰地区的教师、管理人员、家长、学生和社区成员，举办350多场关于LGBTQ+问题的培训。
帕林每年都会向他的学生出柜，并在学校一年一度的跨性别者、双性恋和男女同性恋者意识日（Transgender, Bisexual, Gay and Lesbian Awareness Day）谈论同性戀恐懼等话题。 除了参与其他与LGBTQ+权利相关的组织外，他还是剑桥GLBT委员会的创始成员之一，并大力倡导立法允许同性恋或未婚异性恋夫妇登记为同居伴侣，从而有资格享受丧亲、健康保险和养老金福利。 他于2020年共同创立牛顿南人权委员会（Newton South Human Rights Council），并从牛顿南同志與非同志聯盟成立之初至2022年退休，担任该联盟顾问超过30年。

## 个人生活
帕林及他担任艺术家的丈夫布伦·巴塔克兰定居在马萨诸塞州剑桥市。 他们是第一对在哈佛大学纪念教堂举行承诺仪式的同性伴侣；2004年，他们在老剑桥浸信会教堂结婚；马萨诸塞州同性婚姻获得法律承认的那天，他们在剑桥市政厅申请结婚证。